# Formicivora serrana littoralis
El hormiguerito litoral (Formicivora serrana littoralis) es una subespecie de ave paseriforme de la familia Thamnophilidae  perteneciente al género Formicivora. Es endémico del sureste de Brasil.

## Distribución y hábitat
Se distribuye en el sureste de Brasil en el litoral de Río de Janeiro (municipalidades de Cabo Frío, São Pedro da Aldeia, Arraial do Cabo, Araruama, Saquarema y Armação dos Búzios) y en las cercanas islas de Comprida y Cabo Frío.
Habita en matorrales de restinga, ricos en cactus y bromelias que crecen en las dunas arenosas y en otras vegetaciones arbustivas en las colinas costeras, y puede persistir en áreas mínimas alrededor de casas de fin de semana.

## Sistemática

### Descripción original
La subespecie F. serrana littoralis fue descrita por primera vez por los ornitólogos brasileños Luiz Pedreira Gonzaga y José Fernando Pacheco en 1990, bajo el mismo nombre científico; la localidad tipo es «playa de Maçambaba, Arraial do Cabo, Río de Janeiro, Brasil».

### Etimología
El nombre genérico femenino «Formicivora» se compone de las palabras del latín «formica» que significa ‘hormiga’ y «vorare» que significa ‘devorar’; y el nombre de la especie «littoralis», proviene del latín «litoralis» que significa ‘del litoral’.

### Taxonomía
La categoría de esta especie ha sido colocada en duda con base en los resultados de análisis morfométricas, de plumaje y vocales de Firme y Raposo (2011), que mostraron que F. serrana interposita y F. littoralis no son especies filogenéticamente válidas debido a la falta de caracteres diagnósticos, sino subespecies de Formicivora serrana. Sin embargo, las diferencias estadísticas entre las poblaciones podría ser considerada como una indicación de trayectorias evolutivas distintas. El Congreso Ornitológico Internacional (IOC), y Aves del Mundo / Birdlife International, así como Clements checklist/eBird más recientemente, la listan como la subespecie F. serrana littoralis; el Comité Brasileño de Registros Ornitológicos (CBRO) todavía la considera como especie plena.